# De blauwen in de puree
De blauwen in de puree is het 13de album uit de stripreeks De Blauwbloezen. Het werd getekend door Willy Lambil en het scenario werd geschreven door Raoul Cauvin. Het album werd uitgegeven in 1978.

## Verhaal
Blutch en Chesterfield zijn op patrouille in het plaatselijke bos, als ze opeens een blonde jonge dame aantreffen. Ze blijkt op zoek naar haar broer die dienstdoet voor het noordelijke leger. Chesterfield wil de jonge vrouw graag helpen, maar Blutch lijkt al gauw in te zien dat er iets niet in de haak is. De vrouw blijkt een spion in zuidelijke dienst te zijn en geeft alle strategieën door aan haar aanvoerders. Bij een volgende slag lijken de noordelijken het onderspit te delven, maar Blutch en Chesterfield weten zich eruit te redden.

## Personages in het album
- Blutch
- Cornelius Chesterfield